# Twist with Bobby Darin
| Recensione | Giudizio |
| ---------- | -------- |
| AllMusic   |          |

Twist with Bobby Darin è un album del cantante pop statunitense Bobby Darin, pubblicato dalla Atco Records nel dicembre del 1961.

## Tracce

### LP
(1961, Atco Records, 33-138/SD 33-138)
Lato A
Testi e musiche di Bobby Darin, eccetto dove indicato.
1. Bullmoose – 2:25 – Registrato il 5 marzo 1959 a New York
2. Early in the Morning – 2:12 (Bobby Darin, Woody Harris) – Registrato il 24 aprile 1958 a New York
3. Mighty Mighty Man – 1:37 – Registrato il 24 aprile 1958 a New York
4. You Know How – 1:59 – Registrato il 22 luglio 1959 a Hollywood
5. Somebody to Love – 2:10 – Registrato il 22 luglio 1959 a Hollywood
6. Multiplication – 2:18 – Registrato l'8 novembre 1961 a Los Angeles, California

Durata totale: 12:41
Lato B
1. Irresistible You – 2:35 (Al Kasha, Luther Dixon) – Registrato il 30 ottobre 1961 a Los Angeles, California
2. Queen of the Hop – 2:03 (Woody Harris) – Registrato il 10 aprile 1958 a New York
3. You Must Have Been a Beautiful Baby – 2:08 (testo: Johnny Mercer – musica: Harry Warren) – Registrato il 19 giugno 1961 a Los Angeles, California
4. Keep a Walkin' – 1:44 (Neil Sedaka, Howard Greenfield) – Registrato il 16 luglio 1958 a New York
5. Pity Miss Kitty – 1:59 (Woody Harris) – Registrato il 16 luglio 1958 a New York
6. I Ain't Sharin' Sharon – 2:07 (Doc Pomus, Morty Shuman) – Registrato il 5 dicembre 1958 a New York

Durata totale: 12:36

## Musicisti
- Bobby Darin – voce
- Neil Sedaka – pianoforte (A1)
- Ernie Hayes – pianoforte (A2 e A3)
- Bobby Short – pianoforte (A4 e A5)
- Ray Johnson – pianoforte (A6)
- Moe Wechsler – pianoforte (B2)
- George Barnes – chitarra (A1, A2 e A3)
- Al Chernet – chitarra (A2 e A3)
- Bob Bain – chitarra (A4 e A5)
- Rene Hall – chitarra (A6)
- Glen Campbell – chitarra (A6)
- Al Caiola – chitarra (B2, B4 e B5)
- Billy Mure – chitarra (B2 e B6)
- Everett Barksdale – basso elettrico (B6)
- Sal Salvador – chitarra (B4 e B5)
- King Curtis – sassofono tenore (A1, B4, B5 e B6)
- Sam "The Man" Taylor – sassofono (A2 e A3)
- Plas Johnson – sassofono tenore (A4, A5 e A6)
- Nino Tempo – sassofono tenore (A6)
- Jesse Powell – sassofono tenore (B2), sassofono baritono (B6)
- Sanford Bloch – contrabbasso (A2 e A3)
- Red Callender – contrabbasso (A4, A5 e A6)
- Wendell Marshall – contrabbasso (B2, B4 e B5)
- Lloyd Trotman – contrabbasso (B6)
- Sticks Evans – batteria (A1)
- Panama Francis o Phil Krause – batteria (A2 e A3)
- Panama Francis – percussioni (B2, B4 e B5)
- Earl Palmer – batteria (A4, A5 e B1?)
- Richie Frost – batteria (A6)
- Belton Evans – batteria (B6)
- Helen Way Singers (Helen Way, Harriet Young, Maeretha Stewart, Theresa Merritt) – cori (A2 e A3)
- The Blossoms (Darlene Love, Fanita James, Gloria Jones) – cori (A4, A5 e A6)
- Sconosciuti – strumenti ad arco (A4, A5 e B3)
- Jimmie Haskell – arrangiamenti (A4, A5, A6 e B3)
- Sconosciuti (B1)[1]

### Produzione
- Ahmet Ertegun e Jerry Wexler – produzione, supervisione
- Loring Eutemey – design copertina album originale
- Curt Gunther/Topix – foto copertina album originale[4]

## Classifica
Album
| Anno | Classifica    | Posizione raggiunta |
| ---- | ------------- | ------------------- |
| 1962 | Billboard 200 | 48                  |

## Classifica singoli
Singoli
| Anno | Titolo del brano | Classifica | Posizione raggiunta |
| ---- | ---------------- | ---------- | ------------------- |
| 1961 | Irresistible You | Hot 100    | 15                  |
| 1961 | Multiplication   | Hot 100    | 30                  |